# Matt Cameron
Matt Cameron (született Matthew D. Cameron) (San Diego, Kalifornia, 1962. november 28. –) amerikai zenész, a Soundgarden (1986-1997) és a Pearl Jam (1998 óta) dobosa, dalszerzője és háttérvokálosaként ismert.

## Korai évek
Cameron igen hamar elkezdett dobolni. 13 évesen már néhány barátjával a Kiss nevű bandában játszott (a kisbetűs Imitation szóval a bandanév alatt). Ekkor ismerte meg Paul Stanley-t, a legendás KISS együttes gitáros/énekesét. A KISS menedzsereinek megírt levelet követően hivatalosan is engedélyt kaptak a srácok, hogy ezen a néven játsszanak, ha a visszaéléseket elkerülik.
1978-ban Foo Cameron álnéven ő énekelte a "Puberty Love" című dalt, amely az "Attack of the Killer Tomatoes" (A Gyilkos Paradicsomok Támadása) című filmparódia betétdala lett. A '80-as években Seattle-be költözött, és egy helyi bandában, a feeDBack-ben játszott.

## Karrier

### Skin Yard (1985-1986)
Miután az instrumentális feeDBack-ben együtt játszott Daniel House-zal, csatlakozott annak új bandájához, a Skin Yard-hoz, ahol  majd' egy évig dobolt. Közreműködött az első, az együttes nevét viselő korongjuk felvételeinél, és szerepel a banda 2001-ben megjelent válogatás-lemezén is (Start at the Top). Matt írta a zenekar számára az első lemezen hallható "Reptile" című dalt.

### Soundgarden (1986-1997)
1986 szeptemberére Cameron olyan hírnevet szerzett a seattle-i zenevilágban, hogy a Soundgarden őt választotta a bandából távozott dobos, Scott Sundquist helyére. 1986-tól dobolt a Soundgarden-ben, amely a "nagy négyes"-be tartozott a seattle-i grungebandák között (a Nirvana, az Alice In Chains és a Pearl Jam társaságában), egészen a zenekar 1997-es feloszlásáig. A Soundgarden-nel a következő albumokat készítette el: Ultramega OK, Louder Than Love, Badmotorfinger, Superunknown, és Down on the Upside. A banda a tagok viszonyának megromlása miatt fejezte be pályafutását.
A Soundgarden tagjaként Matt a következő dalokat írta:
| Dal                        | Album              | Az általa szerzett rész            |
| -------------------------- | ------------------ | ---------------------------------- |
| He Didn’t                  | Ultramega OK       | Zene                               |
| Jesus Christ Pose          | Badmotorfinger     | Zene (társszerzőként)              |
| Room a Thousand Years Wide | Badmotorfinger     | Zene                               |
| Drawing Flies              | Badmotorfinger     | Zene                               |
| New Damage                 | Badmotorfinger     | Zene (társszerzőként)              |
| Mailman                    | Superunknown       | Zene                               |
| Limo Wreck                 | Superunknown       | Zene (társszerzőként)              |
| Fresh Tendrils             | Superunknown       | Dalszöveg (társszerzőként) és Zene |
| Rhinosaur                  | Down on the Upside | Zene                               |
| Applebite                  | Down on the Upside | Zene                               |

### Pearl Jam (1998-napjainkig)
Majd' egy évvel a banda feloszlása után Cameron egy hasonló együttesben hasonló szerepet kapott. 1998 nyarán a régi rocker kollegák, a Pearl Jam tagjai felkérték, hogy a Yield turnéján kísérje őket, miután az akkori dobosuk, Jack Irons egészségügyi okokból el kényszerült hagyni a zenekart. Már akkor, a turné alatt eldöntötték, hogy teljes jogú taggá avatják, és azóta is a Pearl Jam-ben maradt. Már korábban is játszott az együttes tagjaival a Temple of the Dog projektben, és kisegítette őket első demóik készítésekor, 1990-ben is. Ő a legtöbb időt az együttesben eltöltött dobos, három studióalbumot (Binaural, Riot Act és Pearl Jam), egy koncertalbumot (Live on Two Legs) és rengeteg bootlegként kiadott koncertfelvételt készített velük.
A Pearl Jamhez való csatlakozás óta Matt ezeket a dalokat írta a banda számára:
| Dal              | Album                           | Az általa szerzett rész                           |
| ---------------- | ------------------------------- | ------------------------------------------------- |
| Evacuation       | Binaural                        | Zene                                              |
| In The Moonlight | Lost Dogs / Binaural felvételek | Dalszöveg és Zene                                 |
| Save You         | Riot Act                        | Zene (társszerzőként)                             |
| Cropduster       | Riot Act                        | Zene                                              |
| You Are          | Riot Act                        | Dalszöveg (társszerzőként), Zene és Ritmusgitáron |
| Get Right        | Riot Act                        | Dalszöveg és Zene                                 |
| Unemployable     | Pearl Jam                       | Zene (társszerzőként)                             |

Habár a dalszerzésben nem olyan intenzitással vesz részt, mint a többi tag, mégis mind nagyrabecsülik Matt zenei tudását és a koncerteken nyújtott teljesítményét. A Lost Dogs album dalszöveges könyvecskéjében Eddie Vedder a következőt írja Cameronról:
| „ | Matt Cameron olyan dalokat ír, hogy mi mind rohanhatunk kisszékeket keresni, hogy elérhessük a szintjét. Ami neki természetes egyszerűséggel sikerül, azt mi csak tátott szájjal tudjuk bámulni… Említettük már, hogy ő a földkerekség legjobb dobosa? | ” |
|   | |   |

### Egyéb projektek (1990-napjainkig)
Chris Cornell, Jeff Ament, Stone Gossard, Mike McCready és Eddie Vedder társaságában szerepelt a Temple of the Dog albumon, amely a 21 évesen heroin-túladagolás következtében elhunyt énekes, Andy Wood emlékére készült.
A rockzenei karrier ellenére egy 1989-es rádiós interjúban úgy nyilatkozott, hogy nem "nagy rock-rajongóként" nőtt fel, és zenei ízlése ifjúkorában inkább a "dzsessz felé irányult". Játszott a dzsessz-beütésű Tone Dogs nevű bandában is a '90-es évek elején. Elfogult psychedelic garage rock rajongó, ezt a "side-project" Wellwater Conspiracy is mutatja.
Szintén szerepel a Gamma Ray lemezen is, amely a Queens of the Stone Age együttes első felvétele 1995-ből. Ez később újra megjelent a Kyuss/Queens of the Stone Age EP-n. Matt dobolt a banda első koncertjén 1997. november 20-án, ám mégsem csatlakozott az együtteshez.
Hét szám erejéig közreműködött a The Smashing Pumpkins Adore című albumának felvételeikor, bár csak egy dal, a For Martha jelent meg a lemezen. Olyan pletykák keringtek, hogy ekkor (1998 elején) úgy tervezték, a Pumpkins dobosa lesz, ám Cameron tagadja ezt.
Cameron más albumokon is játszott közben, például "Geddy Lee" 2000-es szólóalbumán, a My Favourite Headache-en, Chris Cornell 1999-ben megjelent szólóalbumán a Disappearing One dalban, és az Eleven Thunk albumának 4 számát is ő játszotta fel 1995-ben.
Mike McCready-vel közösen Peter Frampton két dalában is közreműködött a Fingerprints címet viselő lemezen. Ezen megtalálható a Soundgarden Black Hole Sun és Blowin' Smoke dalainak felbolgozása.

## Magánélet
Matt Cameron Jeremy Taggart, a kanadai rockbanda, az Our Lady Peace dobosának barátságának örvendhet. Mikor Taggart 2000-ben a Spiritual Machines album felvételein egy bokasérülés miatt nem tudott részt venni, Matt játszotta fel többek között a "Right Behind You (Mafia)" és az "Are You Sad?" dalokat. Cameron a 2002-es Pókember-film Hero című betétdalában is közreműködött Chad Kroeger (Nickelback) és Josey Scott társaságában. Mivel nem tudott megjelenni a dalhoz készült videó forgatásán, Taggart viszonozta a szívességet, és helyettesítette, így ő látható a klipben.
Jelenleg Seattle-ben él feleségével, April-lel és két gyermekükkel, Ray-jel és Josie-val.

## Diszkográfia
| Év   | Együttes                                                             | Cím                                                 | Kiadó                           | Játszott dalok |
| 1986 | Skin Yard                                                            | Deep Six                                            | C/Z Records                     | "Throb" és "The Birds" |
| 1986 | Skin Yard                                                            | Skin Yard                                           | Cruz Records                    | Mind, kivéve "Bleed" és "Out of the Attic"                                                                                      |
| 1987 | Soundgarden                                                          | Screaming Life                                      | Sub Pop                         | Mind |
| 1988 | Soundgarden                                                          | Fopp                                                | Sub Pop                         | Mind |
| 1988 | Soundgarden                                                          | Ultramega OK                                        | SST Records                     | Mind |
| 1988 | Soundgarden                                                          | Sub Pop 200                                         | Sub Pop                         | "Sub Pop Rock City" |
| 1989 | Soundgarden                                                          | Louder than Love                                    | A&M                             | Mind |
| 1989 | Soundgarden                                                          | Program: Annihilator II                             | SST Records                     | "All Your Lies" és "Head Injury"                                                                                                |
| 1990 | Soundgarden                                                          | Fuck Me I'm Rich                                    | Waterfront Records/Sub Pop      | "Hunted Down" és "Nothing to Say"                                                                                               |
| 1990 | Tone Dogs                                                            | Ankety Low Day                                      | C/Z                             | Mind |
| 1990 | Soundgarden                                                          | Lost Angels filmzene                                | A&M                             | "Get on the Snake" |
| 1990 | Soundgarden                                                          | Pave The Earth                                      | A&M                             | "Fresh Deadly Roses" |
| 1990 | Soundgarden                                                          | Pump Up the Volume filmzene                         | MCA Records                     | "Heretic" |
| 1990 | Soundgarden                                                          | Screaming Life/Fopp                                 | Sub Pop                         | Mind |
| 1991 | Temple of the Dog                                                    | Temple of the Dog                                   | A&M                             | Mind |
| 1991 | Soundgarden                                                          | Badmotorfinger                                      | A&M                             | Mind |
| 1992 | Soundgarden                                                          | Facérok filmzene                                    | Epic Records                    | "Birth Ritual" |
| 1993 | Soundgarden                                                          | True Romance filmzene                               | Morgan Creek Productions        | "Outshined" |
| 1993 | Hater                                                                | Hater                                               | A&M                             | Mind |
| 1993 | Soundgarden                                                          | Born to Choose                                      | Rykodisc                        | "H.I.V. Baby" |
| 1993 | Soundgarden                                                          | No Alternative                                      | Arista Records                  | "Show Me" |
| 1993 | M.A.C.C. (Mike McCready, Jeff Ament, Matt Cameron, és Chris Cornell) | Stone Free: A Tribute to Jimi Hendrix               | Reprise Records/Warner          | "Hey Baby (Land Of The New Rising Sun)"                                                                                         |
| 1994 | Soundgarden                                                          | Alternative NRG                                     | Hollywood Records               | "New Damage" (Brian May-jel) |
| 1994 | Soundgarden                                                          | Superunknown                                        | A&M                             | Mind |
| 1994 | Soundgarden                                                          | S.F.W.: Filmzene                                    | A&M                             | "Jesus Christ Pose" |
| 1995 | Soundgarden                                                          | Egy kosaras naplója filmzene                        | Island Records                  | "Blind Dogs" |
| 1995 | Eleven                                                               | Thunk                                               | Hollywood Records               | "Why", "Seasick of You", "Big Sleep", és "No Ground"                                                                            |
| 1995 | Seaweed                                                              | Spanaway                                            | Hollywood Records               | "Magic Mountainman" |
| 1995 | Hater                                                                | Hempilation: Freedom is NORML                       | Volcano Records                 | "Convicted" |
| 1996 | Soundgarden                                                          | Home Alive: The Art of Self Defense                 | Epic Records                    | "Kyle Petty (Son of Richard)"                                                                                                   |
| 1996 | Soundgarden                                                          | Down on the Upside                                  | A&M                             | Mind |
| 1996 | Soundgarden                                                          | M.O.M., Vol. 1: Music for Our Mother Ocean          | Interscope Records              | "My Wave" |
| 1996 | Soundgarden                                                          | Hype! filmzene                                      | Sub Pop                         | "Nothing to Say" |
| 1997 | Wellwater Conspiracy                                                 | Declaration Of Conformity                           | Third Gear                      | Mind |
| 1997 | The Prodigy                                                          | The Fat of the Land                                 | XL Recordings                   | Ismeretlen |
| 1997 | Matt Cameron és Taz Bentley                                          | Flyin' Traps: Stereo Drums                          | Hollywood Records               | "Theme From Wrong Holy-O" |
| 1997 | Soundgarden                                                          | A-Sides                                             | A&M                             | Mind |
| 1997 | Queens of the Stone Age                                              | Kyuss/Queens of the Stone Age                       | Man's Ruin Records              | "If Only Everything", "Born To Hula", és "Spiders and Vinegaroons"                                                              |
| 1998 | Stegosaurus                                                          | Stegosaurus                                         | Reprise Records                 | "Not Defeat Myself", "Candy", és "At the Water"                                                                                 |
| 1998 | The Smashing Pumpkins                                                | Adore                                               | Virgin Records                  | "For Martha" |
| 1998 | Pearl Jam                                                            | Live on Two Legs                                    | Epic                            | Mind |
| 1999 | Wellwater Conspiracy                                                 | Brotherhood of Electric: Operational Directives     | Time Bomb                       | Mind |
| 1999 | Pearl Jam                                                            | No Boundaries: A Benefit for the Kosovar Refugees   | Epic                            | "Last Kiss" és "Soldier of Love"                                                                                                |
| 1999 | Amy Denio                                                            | Greatest Hits                                       | Unit Circle                     | "(When George Bush Was Head Of The) C.I.A.", "Secret Crush", "Brave It", és "Traffic Island Psycho"                             |
| 1999 | Chris Cornell                                                        | Euphoria Morning                                    | Interscope                      | "Disappearing One" |
| 2000 | Pearl Jam                                                            | Binaural                                            | Epic                            | Mind, kivéve "Soon Forget" |
| 2000 | Pearl Jam                                                            | European Bootlegs                                   | Epic                            | Mind |
| 2000 | Tony Iommi                                                           | Iommi                                               | Divine Records/Priority Records | "Time Is Mine", "Flame On", "Just Say No To Love", és "Into The Night"                                                          |
| 2000 | Geddy Lee                                                            | My Favourite Headache                               | Atlantic Records                | Mind |
| 2001 | Pearl Jam                                                            | North American Bootlegs Volume 1                    | Epic                            | Mind |
| 2001 | Our Lady Peace                                                       | Spiritual Machines                                  | Columbia Records                | "Right Behind You (Mafia)" és "Are You Sad?"                                                                                    |
| 2001 | Pearl Jam                                                            | North American Bootlegs, Volume 2                   | Epic                            | Mind |
| 2001 | Wellwater Conspiracy                                                 | The Scroll And Its Combinations                     | TVT                             | Mind |
| 2001 | Pearl Jam                                                            | Substitute: Songs from the Who                      | Edel Music                      | "The Kids Are Alright" (Live)                                                                                                   |
| 2001 | The Smashing Pumpkins                                                | Juda Ø                                              | Virgin Records                  | "Because You Are" |
| 2001 | Skin Yard                                                            | Start at the Top                                    | Cruz                            | "Twelve Points" és "Make Room"                                                                                                  |
| 2002 | The Walkabouts                                                       | Ended Up a Stranger                                 | Interstate                      | - |
| 2002 | Chad Kroeger, Josey Scott, Matt Cameron, és Tyler Connolly           | Pókember I. filmzene                                | Sony                            | "Hero" |
| 2002 | Pearl Jam                                                            | Riot Act                                            | Epic                            | Mind, kivéve "Arc" |
| 2002 | Burden Brothers                                                      | Queen O' Spades                                     | Last Beat Records               | "Walk Away" |
| 2003 | Pearl Jam                                                            | 2003 Bootlegs (Australia, Japan, and North America) | Epic                            | Mind |
| 2003 | Wellwater Conspiracy                                                 | Wellwater Conspiracy                                | Mega Force                      | Mind |
| 2003 | Pearl Jam                                                            | Lost Dogs                                           | Epic                            | "Sad", "Down", "Hitchhiker", "In The Moonlight", "Education", "U", "Undone", "Fatal", "Other Side", "Last Kiss", és "Sweet Lew" |
| 2003 | Pearl Jam                                                            | Nagy Hal filmzene                                   | Sony                            | "Man of the Hour" |
| 2004 | Pearl Jam                                                            | Hot Stove, Cool Music, Vol. 1                       | Fenway Recordings               | "Bu$hleaguer" (Live) |
| 2004 | Pearl Jam                                                            | Live at Benaroya Hall                               | BMG                             | Mind |
| 2004 | Pearl Jam                                                            | For the Lady                                        | Rhino /Warner                   | "Better Man" (Live) |
| 2004 | Pearl Jam                                                            | Rearviewmirror: Greatest Hits 1991-2003             | Epic                            | "Save You", "Last Kiss", "Nothing As It Seems", "Light Years", "I Am Mine", és "Man of the Hour"                                |
| 2005 | Hater                                                                | The 2nd                                             | Barsuk Records                  | Mind |
| 2006 | Pearl Jam                                                            | Pearl Jam                                           | J Records                       | Mind, kivéve "Wasted Reprise"                                                                                                   |
| 2006 | Pearl Jam                                                            | Live at Easy Street                                 | J Records                       | Mind |
| 2006 | Peter Frampton                                                       | Fingerprints                                        | A&M                             | "Black Hole Sun" és "Blowin' Smoke"                                                                                             |
| 2007 | Pearl Jam                                                            | Surf's Up filmzene                                  | Sony                            | "Big Wave" |
| 2007 | Pearl Jam                                                            | Live at the Gorge 05/06                             | Monkey Wrench                   | Mind |

## Fordítás
- Ez a szócikk részben vagy egészben  a   Matt_Cameron című Angol Wikipédia-szócikk fordításán alapul.  Az eredeti cikk szerkesztőit annak laptörténete sorolja fel. Ez a jelzés csupán a megfogalmazás eredetét és a szerzői jogokat jelzi, nem szolgál a cikkben szereplő információk forrásmegjelöléseként.